# Torsten Karow
Torsten Karow (* 24. November 1970 in Dahme/Mark) ist ein deutscher Komponist, Texter und Liedermacher aus Cottbus.

## Leben
Der als Musik- und Sonderpädagoge ausgebildete und tätige Torsten Karow absolvierte  Anfang der 1990er-Jahre bei der Jazzsängerin Marianne Baer eine mehrjährige Gesangsausbildung am Konservatorium Cottbus. Baer empfahl ihn auch für das Cottbuser Kindermusical. Seit 1987 ist er bereits als Liedermacher tätig.
1994 wurde er dann am Cottbuser Kindermusical Chorleiter und Songwriter. Seit 2003 ist er dessen künstlerischer Leiter. Ab 2009 leitet er auch den Sachsendorfer Kinderchor. Ebenso ist er künstlerischer Kopf des 2013 gegründeten musikalischen Projekts „Träumer und Menschen“.
2005 schrieb er mit Detlef Bielke die offizielle Hymne der Stadt Cottbus "Meine Stadt" und entwickelte zum 850. Stadtjubiläum im Jahr 2006 die "Gala 850" mit über 200 mitwirkenden Kindern und Jugendlichen.
Für die ostdeutsche Schlagersängerin Monika Herz und ihren Sohn David komponierte er 2007 den Countrysong "Für die Seele", der 2008 auf der Amiga - Compilation "Monika Herz: Meine größten Erfolge" bei Sony BMG Music Entertainment erschien.
Mit dem 2015 durch ihn und verschiedene Lausitzer Musiker initiierten Projekt "Stay together" setzte er ein überregionales Zeichen für Toleranz und Menschlichkeit.
2019 erschienen mit Wir Kleinen werden die Größten sein und 2020 mit Von Cottbus in die ganze Welt Publikationen mit seinen Liedern.
Karow ist als Musiklehrer und Sonderpädagoge an der Bauhauschule Cottbus tätig.

## Auszeichnungen
Europäischer Jugendmusical Preis beim Europäischen Jugendmusical Festival für seine Musicals
- Lilli, die kleine Knautschmaus (2005),
- Wenn Bäume sprechen (2007)[6],
- Anna und das Lächeln der Planeten (2010)[7],
- Unter dem flammenden Stern (2012)[8],
- Katzen tanzen nicht mit Wölfen (2014)
- Paradoxa und die zerbrochene Zeit (2018)[9][10]

Auch seine Musiktheaterstücke Party im Zoo (2007), Claras Traumdrachen (2009), Die Wasserfee vom Baggersee (2013) sowie Schau wie schön ist unser Cottbus (2015) erhielten verschiedene regionale Preise.
2016 wurde er für seine Verdienste um die musikalische Nachwuchsförderung in der Region mit dem Verdienstorden des Landes Brandenburg ausgezeichnet. Ebenso erhielt er im gleichen Jahr den Sonderpreis für soziales Engagement bei der Wahl zum "Cottbuser des Jahres".

## Musicals
- 1996: Kommissar Stotter - Drogen, nein danke! (eine Musicalcollage) - Debüt
- 2004: Wer hat den Weihnachtsmann verzwergt (ein Kindermusical)
- 2005: Aufruhr im Wichtelland (ein Kindermusical)
- 2005: Lilli, die kleine Knautschmaus (ein Kindermusical)
- 2007: Hallo Weihnachtsmann (ein Weihnachtsmusical)
- 2007: Wenn Bäume sprechen (ein Musical)
- 2009: Lucy die kleine Weihnachtsfee (ein Weihnachtsmusical)
- 2010: Anna und das Lächeln der Planeten (ein Utopical)
- 2011: Hilfe, die haben den Weihnachtsmann verzwergt (ein Weihnachtsmusical)
- 2012: Total verdrehte Weihnachtsmärchenwelt (ein Weihnachtsmusical)
- 2012: Unter dem flammenden Stern (ein Westernmusical)
- 2013: Advent- und Geschichtenzauber – WSTS (ein Weihnachtsmusical)
- 2014: Katzen tanzen nicht mit Wölfen (Musical)
- 2014: Schatten überm Weihnachtsland (ein Weihnachtsmusical)
- 2016: Zauber der Magie (Musical)
- 2016: Engel der Weihnacht (ein Weihnachtsmusical)
- 2017: Wenn der Weihnachtsmann im Urlaub ist (ein Weihnachtsmusical)
- 2018: Paradoxa und die zerbrochene Zeit (Musical)
- 2019: Zauber der Winterweihnacht (ein Weihnachtsmusical)
- 2021: Feuer, Eis und Weihnachtschaos (ein Weihnachtsmusical)
- 2022: Lara und das Weinen der Sterne (ein Utopical)
- 2022: Das verschmähte Weihnachtsgeschenk (ein Weihnachtsmusical)

## Veröffentlichungen (Auswahl)
- Ein bunter Vogel im Rampenlicht. CD, Audioentertainment S.Himpel, 1998
- Fliegen durch das Märchenland. CD, Audioentertainment S.Himpel, 2000
- Karow: Der Tonträger. Debütalbum. CD, Audioentertainment S.Himpel, 2001
- Karow: Einfach Leben. CD, JMG Records, 2003.
- Ohne Kinder geht es nicht!. CD, Audioentertainment S.Himpel, 2003
- Lilli, die kleine Knautschmaus. CD mit Begleitheft, Audioentertainment S.Himpel, 2005
- Dann such dir Geschichten. CD, Audioentertainment S.Himpel, 2006
- Wenn Bäume sprechen: ein Musical von Andrea Kulka und Torsten Karow. CD, Audioentertainment S.Himpel, 2007
- Klangfeuer. Debütalbum. CD, HTS Produktion, 2008.
- Party im Zoo: Eine tierische Kinderevue. CD, JMG Records, 2008.
- Claras Traumdrache. Ein Hörstück für Kleine und Große. CD, HTS Produktion, 2009
- Du schöne Weihnachtszeit: Unsere schönsten Weihnachtslieder vol. 2. CD, HTS Produktion, 2013
- Weit hinter'm Horizont. Debüt-Album der "Träumer & Menschen". CD, HTS Produktion, 2015
- Zauber der Magie. Ein Musical von Torsten Karow. CD und Songbook. MuSingal Verlag, Cottbus 2016.
- Paradoxa und die zerbrochene Zeit. Ein Musical von Torsten Karow. CD und Songbook, MuSingal Verlag, Cottbus 2018
- Wir kleinen werden die Größten sein. Liederbuch. MuSingal Verlag, Cottbus 2019
- Von Cottbus in die ganze Welt. Liederbuch mit den schönsten Liedern vom Sachsendorfer Kinderchor. MuSingal Verlag, Cottbus 2020